# Holodiscus
Holodiscus (sin Sericotheca) es un género de plantas con flores perteneciente a la familia Rosaceae, nativa de América, desde el sudoeste Columbia Británica, Canadá y oeste de EE. UU. al sur de Bolivia. Las especies son arbustos caducos que alcanzan 1-5 metros de altura.

## Taxonomía
Holodiscus fue descrito por (K.Koch) Maxim. y publicado en Trudy Imperatorskago S.-Peterburgskago Botaničeskago Sada 6(1): 253, en el año 1879.

## Especies
- Holodiscus australis Nuevo México; USDA)
- Holodiscus argenteus México
- Holodiscus discolor (syn. H. boursieri)
- Holodiscus dumosus
- Holodiscus fissus Central America
- Holodiscus microphyllus Nevada USDA)
- Holodiscus nitida Colombia
- Holodiscus orizabae México
- Holodiscus pernethyoides Bolivia
- Holodiscus saxicola California New York Botanical Gardens herbarium but not by USDA)